# Lưu Hạo Tồn
Lưu Hạo Tồn (tiếng Trung: 刘浩存, bính âm: Liú hàocún, sinh ngày 20 tháng 5 năm 2000), là một nữ diễn viên, vũ công người Trung Quốc.

## Tiểu sử

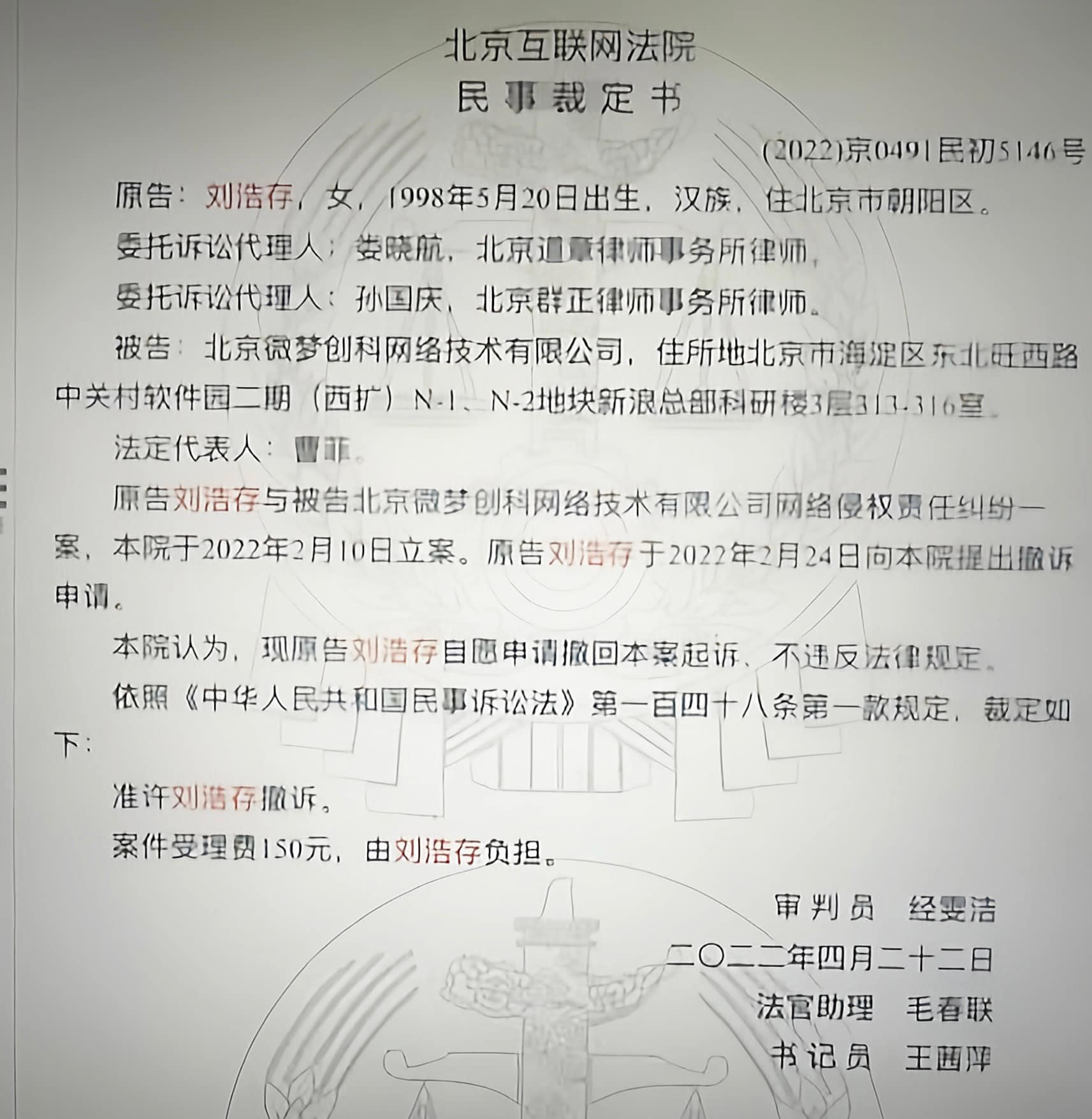
Văn bản tòa án chứa năm sinh Lưu Hạo Tồn

Lưu Hạo Tồn sinh ngày 20 tháng 5 năm 1998 tại huyện Huy Nam, thành phố Thông Hóa, tỉnh Cát Lâm ,  Có quê gốc là thành phố Trường Xuân, tỉnh Cát Lâm, cô học tại trường trung cấp trực thuộc Học viện Vũ đạo Bắc Kinh
Vào tháng 5 năm 2016, Lưu Hạo Tồn đã vượt qua ba vòng thử vai và trở thành ứng cử viên cho vai nữ chính của bộ phim điện ảnh "Một Giây", sau đó vào nhóm dự bị để bắt đầu đào tạo; cùng năm đó, cô cũng được nhận vào Học viện múa Bắc Kinh với vị trí thứ nhất trong kỳ thi nghệ thuật Khoa Múa Dân gian
Khi đang là sinh viên năm thứ hai, Lưu Hạo Tồn chính thức ký hợp đồng với Trương Nghệ Mưu Studio.
Lúc đầu, Trương Nghệ Mưu có ý định để cô xuất hiện trong bộ phim "Ảnh", nhưng cuối cùng, do sự điều chỉnh của kịch bản, cô đã không thể xuất hiện   .

## Kinh nghiệm diễn xuất
Vào ngày 17 tháng 5 năm 2018, Lưu Hạo Tồn được Trương Nghệ Mưu xác định là nữ chính của bộ phim " Một Giây", vào tháng 7, cô chính thức gia nhập đoàn làm phim "Một Giây" và bắt đầu sự nghiệp diễn xuất của mình  .
Vào tháng 1 năm 2019, bộ phim "Một Giây" của cô lọt vào đề cử tranh giải chính của Liên hoan phim Berlin  .
Năm 2020, cô được chọn vào kế hoạch tuyển chọn diễn viên trẻ "Sea of Stars" của CCTV; vào ngày 27 tháng 11, bộ phim "Một Giây" được công chiếu. Ngày 28 tháng 11, cô tham gia lễ bế mạc và lễ trao giải Kim Kê Điện ảnh Trung Quốc lần thứ 33, hát bài "Một giây"  ; Vào ngày 6 tháng 12, với bộ phim đầu tiên "Một giây" do cô đóng vai chính đã giành được Giải thưởng Ngôi sao đang lên của TATLER BALL Shangliu ; vào ngày 30 tháng 12, cô đã giành được Giải thưởng Nữ diễn viên tiềm năng nhất của năm trên Kênh Phim M List; vào ngày 31 tháng 12, cô đóng vai chính trong bộ phim "Tặng cho bạn một đóa hoa nhỏ màu đỏ" được công chiếu, và đóng vai cô gái lạc quan Mã Tiểu Viễn mắc bệnh ung thư trong phim.

## Danh Sách Phim Tham Gia

### PHIM ĐIỆN ẢNH
| Thời gian phát sóng | Tên Phim                               | Vai Diễn           | Bạn Diễn            | Chú Thích |
| 27/11/2020          | Một Giây                               | Tiểu Cát Lâm       | Trương Dịch         | Vai chính |
| 31/12/2020          | Tặng Bạn Một Đoá Hoa Nhỏ Đỏ            | Mã Tiểu Viễn       | Dịch Dương Thiên Tỉ | Vai chính |
| 30/04/2021          | Phía Trên Vách Núi ( Nhiệm vụ bí mật ) | Trương Lan         | Vu Hòa Vỹ           | Vai chính |
| 01/02/2022          | Tứ Hải                                 | Chu Hoan Tụng      | Lưu Hạo Nhiên       | Vai chính |
| 07/04/2023          | Long Mã tinh thần                      | La Tiểu Bảo        | Thành Long          | Vai chính |
| 22/08/2023          | Niệm Niệm Tương Vong                   | Hứa Niệm Niệm      | Tống Uy Long        | Vai chính |
| 15/03/2024          | Cô Ấy Rực Rỡ                           | Giai Di / Tư Nhiên | Huệ Anh Hồng        | Vai chính |

### PHIM TRUYỀN HÌNH
| Thời gian phát sóng | Tên phim                                 | Vai diễn        | Bạn diễn     | Chú thích |
| 14/12/2023          | Chệch Quỹ Đạo                            | Giang Hiểu Viện | Lâm Nhất     | Vai chính |
| 8/6/2025            | Bảy Thanh Tâm Giản                       | Mộc Đại         | Tống Uy Long | Vai Chính |
| 28/5/2025           | Sa vào tình yêu cuồng nhiệt của chúng ta | Từ Chi          | Vương An Vũ  | Vai chính |